# Johan Gustaf Amnéus
Johan Gustaf Amnéus, född 27 juli 1865 på Røros, död 3 december 1928, var en norsk statistiker.
Amnéus blev juris kandidat 1890, tjänstgjorde 1891-1900 i norska statistiska centralbyrån och blev 1900 chef för det kommunala statistiska kontoret i Kristiania, från 1914 med direktörs titel. Han upprättade efter eget system 1905 det kommunala folkregistret och utgav åtskilliga statistiska och ett par historiska verk. Under första världskriget utförde han ett maktpåliggande arbete, i fråga om bland annat ransoneringen.